# Manko Golar
Manko Golar, slovenski mladinski pesnik, pripovednik in pedagog, * 24. marec 1911, München, Nemčija, † 19. oktober 1988, Gornja Radgona, Slovenija.

## Življenje
Manko Golar je otroštvo preživel v domačem kraju Ljutomeru, kjer je končal osnovno in meščansko šolo. V Ljubljani je končal učiteljišče in nekaj časa poučeval v Križevcih pri Ljutomeru. Zatem se je vpisal na višjo pedagoško šolo v Zagrebu, leta 1939 končal študij slavistike in kot predmetni učitelj služboval na Ptuju in v Ljutomeru. Leta 1941 je bil z družino izgnan v Sisak. Ko je po nekaj tednih pribežal v Ljubljano, se je preživljal kot progovni delavec. Kmalu so ga Italijani zaprli in ga internirali. Bil je v taboriščih na Rabu, v Monigi in Gonarsu. V Ljutomer se je vrnil leta 1945, kjer je poučeval na nižji gimnaziji; bil je tudi ravnatelj nižje gimnazije v Gornji Radgoni in v Radencih.

## Delo
Manko Golar se je ukvarjal s pisanjem in z glasbo. Ustanovil je moški pevski zbor, s katerim je nastopal na festivalih Bratstva in enotnosti ter nekajkrat tudi pred takratnim predsednikom Titom.
Začetek njegovega literarnega ustvarjanja sega v mladostniška leta, ko je pisal pesmi (veliko jih je uglasbenih). Po vojni je pisal prozo, dramatiko (več mladinskih iger), literarne reportaže, spomine, članke, glose, polemike ...
Motivi pesmi opisujejo življenje otrok na podeželju. Vanje se vpletajo pretanjene podobe narave ter idealizirani prizori kmečkega življenja v Prlekiji. Pisal je po resničnih dogodkih. Njegove zgodbe so humorne in poučne.
Dela je objavljal v revijah: Naš rod, Mlado jutro, Naša radost, Zvonček, Razori in Mladinski list (Chicago); po vojni je sodeloval pri Cicibanu, Kurirčku, Pionirju, Pionirskem listu, Mavrici, Najdihojci, Vrtcu, Galebu (Trst), Mladem rodu (Celovec) in pri The Voice of Youth (Chicago).